# 可持续交通系统

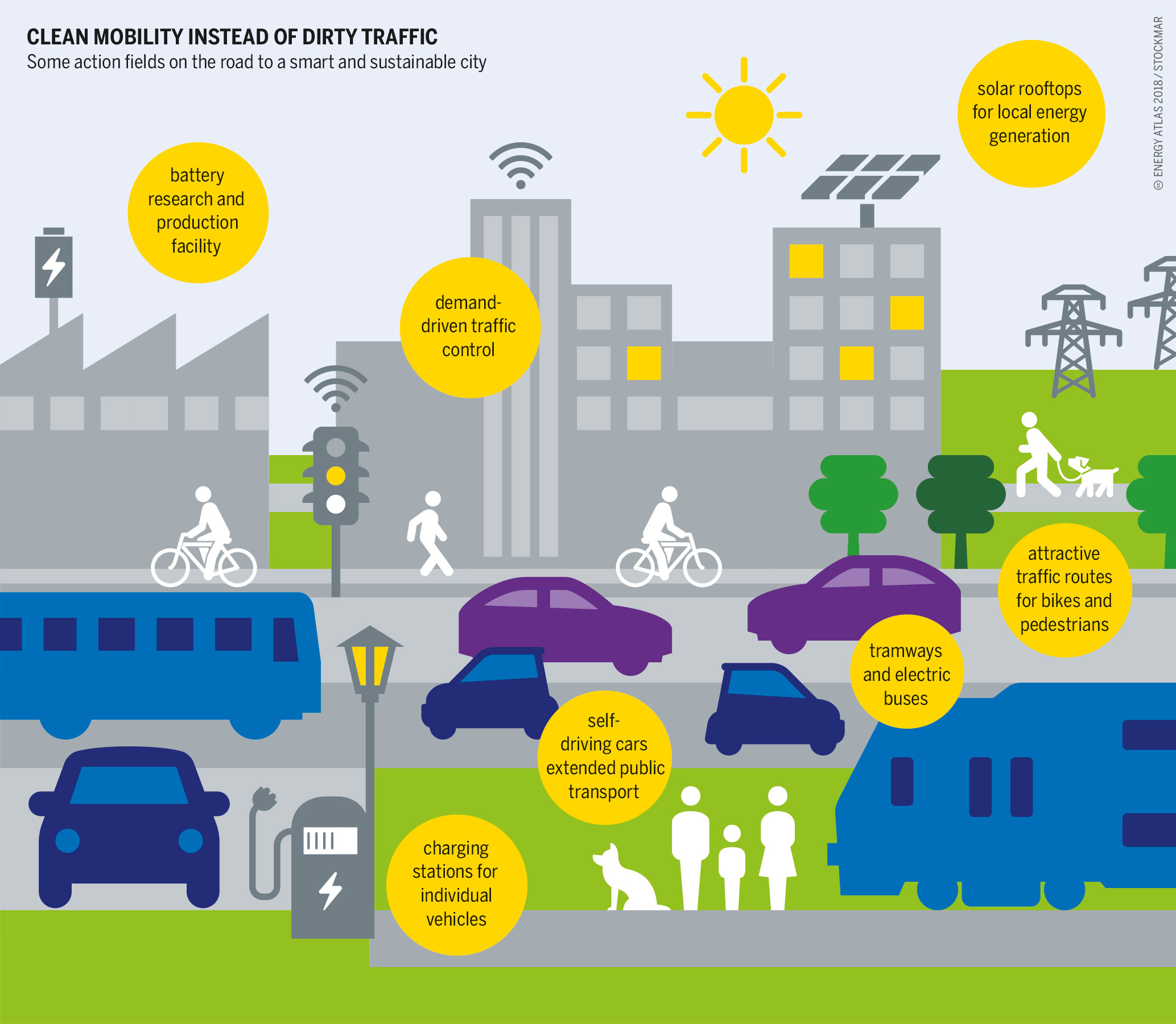

可持续交通系统（英語：sustainable transport）又稱绿色交通（英語：green transport）或是綠運輸，是指所有对环境影响較少的运输方式，包括步行、骑车、大眾運輸導向型發展、绿色车辆、共享汽車，以及通过节能、空间储备、促进健康的生活方式来建设和保护城市交通系统。
可持续交通系统为保护环境和维持它们所在社区的社会和经济可持续发展做出了积极的贡献。交通系统的存在促进了社会和经济的联系，人们也抓住了流动增加的这个机会。流动性增加的优势需要权衡交通系统为环境,社会和经济成本带来的效应。交通系统对环境具有重大影响，其中20％到25％的世界能源消费和二氧化碳排放量都是交通造成的。其带来的温室气体排放量的增长速度也超过了其它领域的能源消耗。公路运输也是造成当地空气污染和烟雾的主要因素。
交通带来的社会消极影响包括：道路交通事故、空气污染、体能活动不足、因通勤而减少与家人团聚的时间、燃料价格上涨。这对那些没有车或者不开车的人造成了负面影响，因为交通挤塞对人们时间的浪费和运输货物和服务速度的降低造成了经济成本的消耗。
传统交通规划的目的是提高流动性，尤其是车辆，这并没有充分考虑其更广泛的影响。交通运输的真正目的是方便人们工作，接受教育，购买商品和服务，拜访亲友，技术的提高也会使其变得更加容易，同时也会减少对环境和社会造成的影响，交通堵塞情况也会得到解决。社会群体已经成功的提高了交通网络的可持续性，并把这当成其更广泛计划的一部分，他们还要创造出更有活力、适宜居住、可持续发展的城市 。

## 定义
可持续性交通是继可持续发展而被使用的，它是符合逻辑的，用来描述运输方式，运输规划系统，这与大家广泛关注的可持续性一致。有关可持续性交通的定义很多，相关的术语像可持续交通和可持续流动性。
欧盟运输部长理事会是这样定义可持续性交通的： 
- 可持续性交通是满足个人，公司和社会基本需要，使其在安全的，按照人类和生态系统健康的方式，并促进后代公平繁衍的方式发展。
- 可持续性交通是以适度，公平和有效地方式运作，为运输方式提供了多种选择，并支持经济竞争力，以及区域协调发展。
- 可持续性交通是控制排放量和废弃物在地球的可承受力之内，利用可再生资源，使其在可再生或低于其可再生速度之下，并且其发展速度要不低于不可再生资源的繁衍速度，同时最大限度地减少对土地的影响和噪音的生成。

## 历史

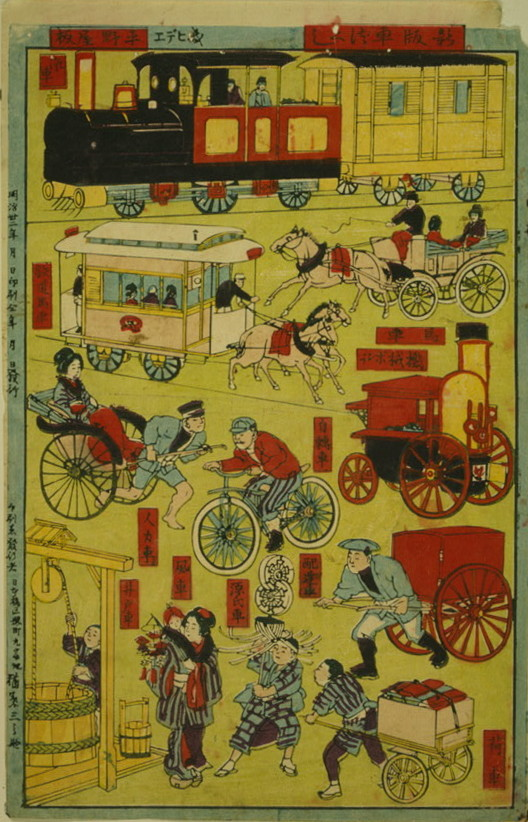
图片显示了日本不同种类的交通工具

大部分运输的工具和可持续性交通的概念在这个词被创造出来之前就发展起来了。步行，作为第一种模式下的交通工具，也是最符合可持续性发展的。公共交通至少可以追溯到1662年帕斯卡·布雷斯发明公共巴士的时期。首部载客电车1807年开始运作，第一条客运铁路服务在1825年开始運作。脚踏自行车从19世纪60年代开始使用。这些是第二次世界大战以前，大多数西方国家人民唯一可供选择的交通工具，并成为发展中国家人民的唯一选择。货运是随人力，畜力或铁路而改变的。
战后，财富增加使人和商品的流动性需求也增大。英国道路上车辆的数量增加了五倍，西方的其他国家也有类似的趋势。大多数发达国家和城市投入巨资以更好的设计道路和高速公路，这对经济的增长和繁荣起着至关重要的作用。交通规划已经成为了土木工程的一个分支，并试图使平面交叉路口的通行能力增强，以提供足够的预计水平使交通增长造成的交通挤塞在可接受的水平以内，在技术上叫做「预测并提供」。 对交通的公共投资，使美国、英国和澳大利亚步行和骑车的人数急剧下降，尽管这并没有相同程度地发生在加拿大或者欧洲大陆。1973年石油危机和1979年石油危机使这个方法在可持续性上的关注程度广泛扩大。高成本和有限的可用燃料导致人们对单一乘载汽车驱动再次产生了兴趣。
这一时期运输革新时包括：高承載車道，全市共乘车辆系统和交通需求管理。70年代末，新加坡实施擁擠收費；20世纪80年代初，库里提巴开始实施快速公交系统。
20世纪80年代和90年代，相对较低和稳定的石油价格，使汽车驱动在1980-2000年大幅度增长，直接原因是远距离使人们更多的选择乘车出行，间接原因是成片的成交住房开发，使人们远离购物和工作场所，现在被称为城市蔓延。货运物流的发展趋势包括从运动铁路和沿海航运到道路货运的转移，以及要求及时的交付，这意味着货运发展快于一般车辆通行。 
与此同时，学术基金会对交通“预测和提供”的方法被质疑，特别是20世纪80年代中期，彼得·纽曼提出的一系列对城市和它们的运输系统的比较研究。英国政府的交通运输白皮书标志着英国交通规划方向的改变。在白皮书的介绍中，首相托尼·布莱尔说，我们认识到，我们不能简单地为我们面临的问题找到出路。这对环境是不负责任，而且是行不通的。
一份被称为“更加明智的选择”的白皮书伴侣文件研究了扩大小而分散的可持续性运输的潜力，这样，在英国，这些技术的综合应用可以有效的使高峰期城市车辆过度降低到20%以上。2004年，由美国联邦公路管理局发布的一项类似的研究，总结出一个更积极方法来满足交通运输的需求，这是国家综合交通战略的一个重要组成部分。

## 环境可持续性交通
交通系统是造成温室气体排放的主要原因，2004年，交通运输领域的温室气体排放量约占全球相关能源排放量的23%，其中约四分之三来自道路车辆。目前，95％的运输能源依赖石油。能源不仅消耗于汽车制造和使用，还体现在交通基础设施建设上，包括道路、桥梁和铁路等。
缓解交通对环境的不利影响，可以通过在城市中大力发展步行和骑行系统，加强公共交通的作用，尤其是发展电气化铁路。所谓绿色汽车是指对环境造成较小影响的车辆，尽管需要考虑整个生命周期的环境影响。电动车技术或可减少交通运输中二氧化碳的排放，但这取决于汽车的能源和电力来源。混合动力汽车，结合了内燃机和电动机，与普通发动机相比能实现更好的燃油效率，目前已广泛使用。天然气也作为一种交通燃料应用。生物燃料虽有一定应用，但前景有限；2007年，乙醇在巴西满足了17％的燃料需求，但经合组织警告说，生物燃料在巴西的成功有赖于当地特殊环境，在国际上，生物燃料的生产几乎不会减少温室气体排放，且成本远高于节能措施。实现绿色交通是一个连续的过程，可根据可持续性选择不同方案。绿色汽车虽比普通汽车更节能，但仍无法彻底解决交通拥堵和事故等问题。拥有完善的公共交通网络，虽以传统柴油公交车为主体，但每位乘客的能源消耗远低于私家车，且一般更加安全，对道路空间占用也较小。绿色公共运输车辆包括：电力机车牵引的铁路列车、电力动车组、有轨电车、无轨电车和电动汽车等，结合了绿色车辆和可持续性交通工具的优点。自行车、人力车以及畜力车等对环境影响较小的交通工具也值得推广。而步行无疑是最环保的出行方式。

## 交通和社会可持续发展

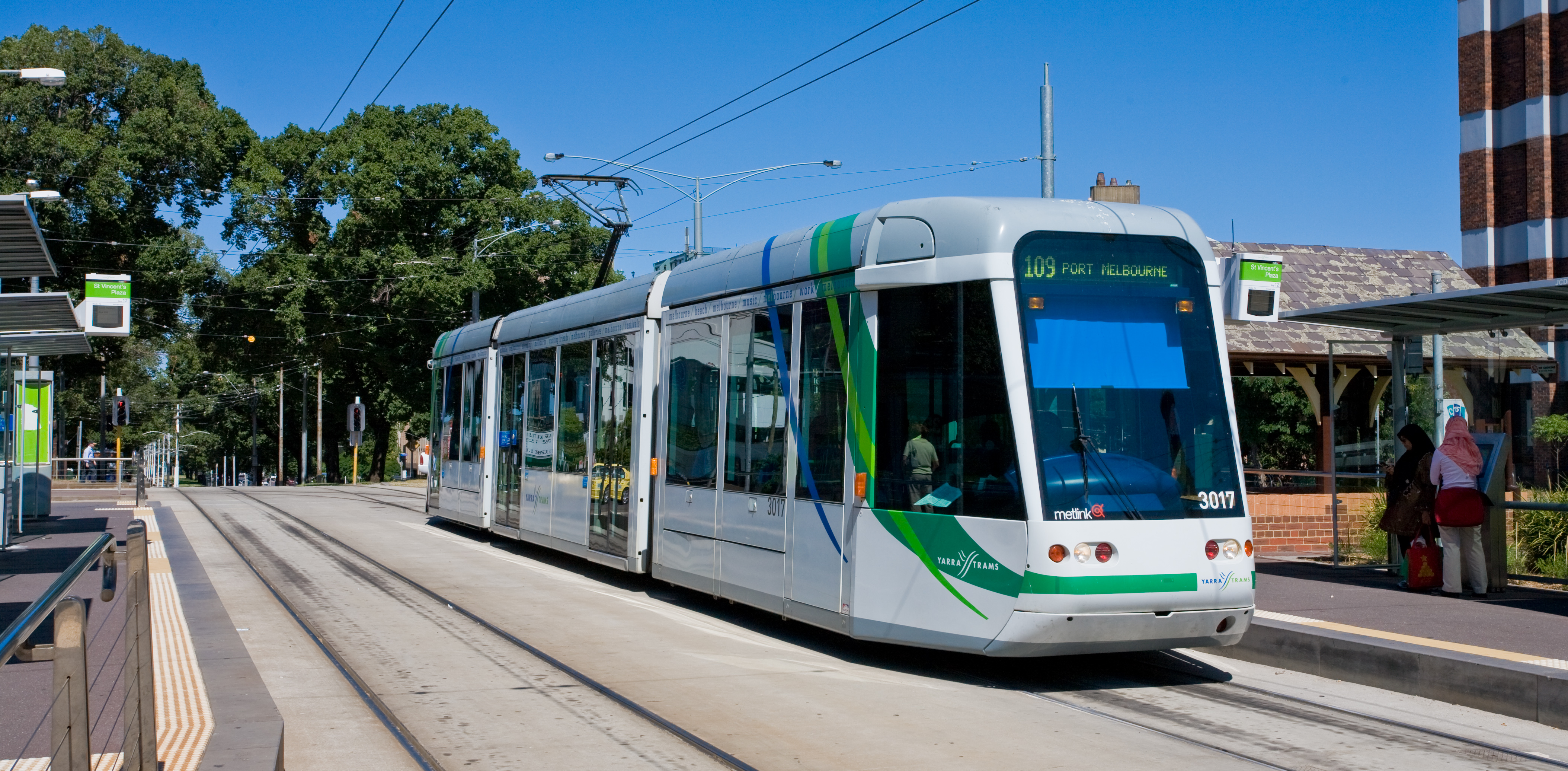
澳大利亚墨尔本的电车

城市道路过度建设带来了一些非预期的负面影响。相关的缓解措施是采用公共交通、步行和骑车等方式，这可以直接减少城市街道上空荡荡的情况。由于商店、学校、政府中心和图书馆远离城市中心区域，未迁往郊区的居民体验到了公共空间和公共服务质量的下降。部分学校关闭了原有的主校区,迁移到了偏远地区,这便产生了额外的交通流量;在学年期间的7:15到8:15之间，美国道路上的车辆数量增加了30%。另一个影响是导致了肥胖这种全国性流行病的出现，随之而来的是医疗费用的大幅增加。合理规划城市交通系统,推广公共交通、步行和骑行，对于缓解这些非预期后果至关重要。

## 城市和可持续性交通

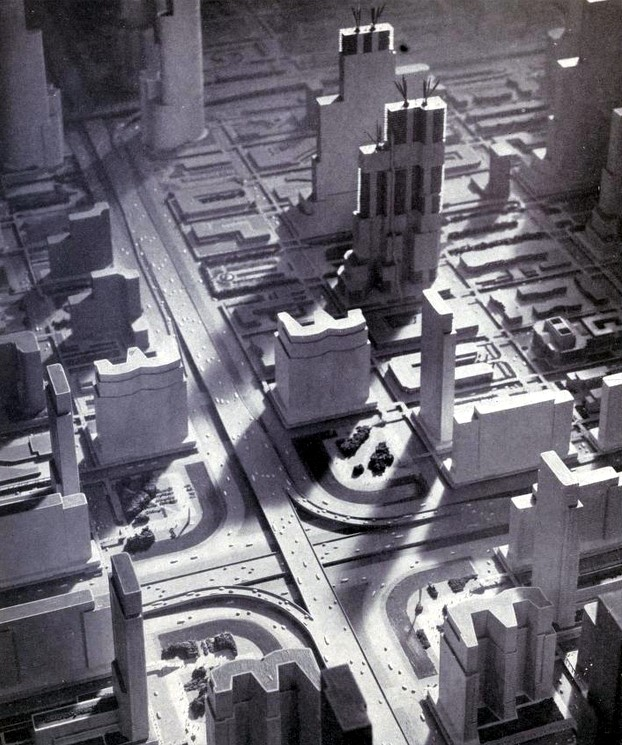
1939年紐約世界博覽會展出的「明日之城」

交通系统影响城市的形成。刘易斯·芒福德记录了城市位置和布局的形成是围绕一个步行中心，通常靠近港口或水路，并接近方便畜力交通的城郊，后来便靠近铁路或电车线。
1939年，紐約世界博覽會有一个想象中的城市模型，是围绕着一个以汽车为基础的运输系统而建的。在这个“美好的未来的世界”中，住宅，商业和工业区分离，摩天大楼笼罩着城市的高速公路网络。这些想法抓住了大众的想象，并在20世纪40年代与70年代之间被归为具有影响的城市规划。战后，汽车的普及导致了城市结构和功能的重大变化。 有一段时间，这些变化遭到了反对。特别是简·雅各布斯的著作《美国大城市的死与生》，深刻的提出了在这次转变中失去了什么，以及社会团体对抵制这些变化做出的努力。刘易斯芒福德问：“城市为谁而存在，汽车还是人？”唐纳德·阿普尔亚德在其《公路的视角》（1964年）中记录了车辆增加为社会团体带来的后果，在英国，迈耶·希尔曼在1971年首次发表了他有关交通对孩子独立的机动性影响的研究。尽管这些记录谨慎，但汽车所有权的趋势在汽车，汽车的使用和燃料消费在整个战后时期仍持续增长。

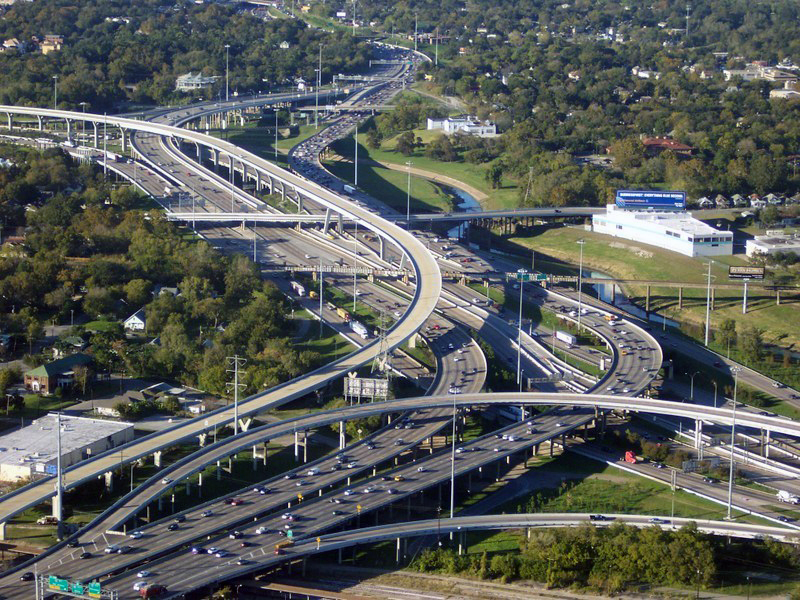
美國德克薩斯州休斯頓市區附近的10號和45號州際公路

相比之下，欧洲主流的交通规划从来没有把私人汽车当作解决 城市交通 最好或唯一的办法。例如，自20世纪70年代起，荷兰的运输结构方案规定车辆如果要求额外容量就要‘对社会福利有积极的贡献’，1990年已包括一个明确的目标，使车辆的增长速度减半。在欧洲以外的一些城市也一如既往的贯彻交通可持续性原则和土地利用规划，特别是在巴西的库里提巴，美國俄勒冈州的波特兰和加拿大的温哥华 。

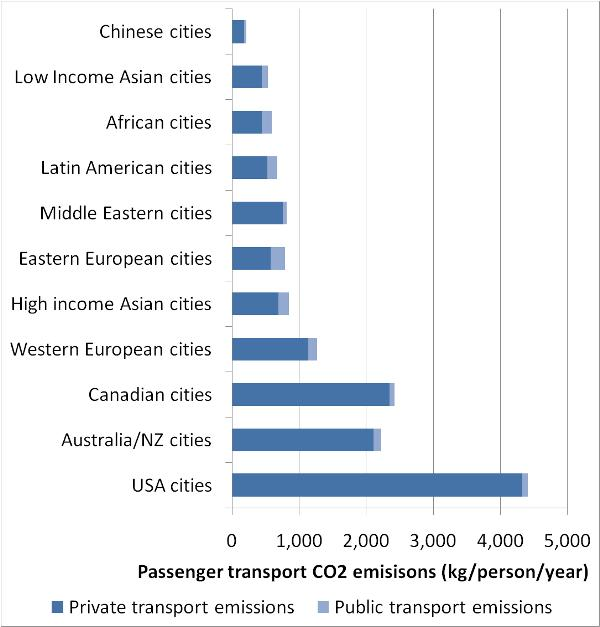
各國的運輸產生溫室氣體排放量差異很大，甚至在富裕程度相約的城市之間也可以有巨大的差異。來源：公共運輸國際聯會（UITP）城市運輸數據庫

不同城市在交通上的能源消耗不同，美国城市居民每年的平均能源使用量比中国城市居民多24倍，几乎是欧洲人的4倍。这些差异不能用财富解释，却与步行，汽车和公共交通的使用率，以及城市的持久特征包括城市密度和城市设计相关。
交通系统以汽车为基础的城市或国家，投资越多环境的可持续性越差，其衡量标准是人均化石燃料的使用量。以汽车为基础的城市规划对社会和经济的可持续发展也备受质疑。在美国，扩张中城市的居民选择更频繁和长的汽车旅行，而传统的城市居民虽然旅行的次数相似，但旅行距离较短，更多的是步行、骑车和运输。据计算，如果纽约居民减少私家车的使用和驾驶，与普通美国人相比，每年平均会节省190亿美元。
2009年9月30日，针对城市交通的可持续性，欧盟委员会通过了城市交通实施计划。在2012年，欧盟委员会将会对实施计划进行审查。2007年，72％的欧洲人生活在城市，这是城市规模增长和就业的关键。 城市需要高效的交通系统来支持他们的经济和居民的福利。在欧盟，约85％的国内生产总值来自城市。而今天城市面临着交通对环境可持续性（二氧化碳、空气污染、噪音 ）的挑战和竞争（拥堵），目前这一问题已经得到社会的关注。 其范围覆盖了健康问题和人口发展趋势，考虑到流动性降低的人口，家庭和儿童促进经济和社会凝聚力。

## 可持续性交通政策和管理
可持续交通政策对城市水平具有很大影响。 西欧以外，一如既往的把交通的可持续发展和土地利用规划作为一个重要的考虑因素的城市有 巴西的库里提巴，哥伦比亚的波哥大，俄勒冈州的波特兰和加拿大的温哥华。澳大利亚的维多利亚州最近通过《交通运输一体化法》，規定運輸公司要在策劃運輸政策和經營時主動把氣候變化等可持續性議題考慮在內。
世界各地的众多城市也认识到可持续发展在运输政策中的重要性，例如参与城市气候保护。

### 社区和基层行动
推行可持续性交通基本上是基层运动，尽管现在被公认为具有城市，国家和国际性的意义。
虽然开始它是为解决环境问题才被关注的，但过去几年来，社会公平和公正问题越来越被重视，尤其需要确保低收入群体和流动受局限的人，包括迅速增长的老年人口在交通和服务上的便利。许多没有车或不会开车的人遭受着车辆噪音，污染和安全的风险，而汽车也为拥有者带来了严重的财政负担。

## 近期趋势
20世纪，越来越多的人选择车游，但从2000年开始，这个趋势变得复杂起来。2003年石油价格上涨在美国、英国、澳大利亚已引起私人人均燃料使用量的下降。
2008年，全球石油消费量下降了0.8％，消费总量在北美，西欧，及亚洲显著降低。
在台灣，綠運輸的探討也成為政策與學術研究的趨勢，2016年的研究結果顯示2014年台北市使用公車以及捷運的人口數量達到57.7%，為全台最高。

## 批评
绿色交通一词经常被用作漂绿性的产品营销技术，就是没有为环境的可持续发展作出积极贡献。这种声明会受到法律的挑战。例如挪威的消费者监察专员有针对性对那些声称自己的汽车是“绿色的”、“清洁的”或“环保的”进行监察。制造商如果没有遵循“绿色”原则，会面临罚款的风险。澳大利亚竞争和消费者委员会（ACCC）提出有关产品的“绿色”是很含糊的，并欢迎消费者对此提出多种定义，以免误导他们。2008年，ACCC要求萨博牌汽车零售商停止他们的绿色营销，后来澳大利亚联邦法院裁定其对消费者进行误导。

## 可持续性交通工具栏
欧盟在交通和能源首长级会议（DG-TREN）上针对城市交通发起一项计划推出了方案。其主要措施有：
| - 绿色交通\|清洁燃料和车辆 - 混合动力汽车 - 生物燃料 - 沼气/ 天然气 - 电动汽车\|电动汽车 - 液化石油气 - 氢汽车 - 人力运输 - 畜力运输 - 可持续（绿色）运输基础设施 - 绿色道路 和 绿色海道 - 自行车道 - 公共汽车道 - 铁路 - 车辆访问限制 - 车辆访问管理/执行 - 汽车限制区 /生活街道 - 多功能区 - 停车 管理 - 步行区 - 安静 /减速 - 综合定价策略 - 堵车费 - 综合票务 - 停车管理 | - 集体客运 - 公共交通 - 巴士服务 - 快速公交 - 铁路运输 - 转让多式联运 - 综合票务 - 市场 - 停车换乘 - 运输需求反应 - 无障碍交通系统 - 辅助客运 - 快速公交 - 服务质素 - 安全，包括交通警 - 交通信息 - 公共交通时间表 - 旅程计划 - 减少车辆的生活方式 - 汽车共乘 - 汽车共享 - 汽车/驾驶执照退出战略 - 循环 - 自行车共享 |

## 补充书目
- Leitman, Seth and Brant, Bob (10/2008). 打造自己的电动车, 第二版. McGraw-Hill, Inc.. ISBN 0071543732. http://www.amazon.com/Build-Your-Own-Electric-Vehicle/dp/0071543732/ref=pd_bbs_sr_1?ie=UTF8&s=books&qid=1221763706&sr=8-1.